# Снігурівська сільська рада
Снігурі́вська сільська́ ра́да — адміністративно-територіальна одиниця та орган місцевого самоврядування в Лановецькому районі Тернопільської області. Адміністративний центр — село Снігурівка.

## Загальні відомості
- Територія ради: 4,173 км²
- Населення ради: 1 257 осіб (станом на 2001 рік)
- Територією ради протікають річки Горинь, Свинорийка

## Населені пункти
Сільській раді підпорядковані населені пункти:
- с. Снігурівка
- с. Мала Снігурівка
- с. Маневе

## Склад ради
Рада складається з 16 депутатів та голови.
- Голова ради: Сеник Аркадій Михайлович
- Секретар ради: Бодань Оксана Дмитрівна

### Керівний склад попередніх скликань
| Прізвище, ім'я, по батькові | Основні відомості                                                          | Дата обрання | Дата звільнення |
| --------------------------- | -------------------------------------------------------------------------- | ------------ | --------------- |
| Сеник Аркадій Миколайович   | Сільський голова, 1962 року народження, член Соціалістичної партії України | 26.03.2006   | 31.10.2010      |
| Сеник Аркадій Михайлович    | Сільський голова, 1962 року народження, освіта вища, безпартійний          | 31.10.2010   |                 |

Примітка: таблиця складена за даними сайту Верховної Ради України

### Депутати
За результатами місцевих виборів 2010 року депутатами ради стали:

#### За суб'єктами висування
| Суб'єкт висування                                       | Кількість обраних депутатів | %    |
| ------------------------------------------------------- | --------------------------- | ---- |
| Політична партія Всеукраїнське об'єднання «Батьківщина» | 7                           | 43,8 |
| Самовисування                                           | 7                           | 43,8 |
| Народна партія                                          | 2                           | 12,5 |

#### За округами
| № округу                                                | Прізвище, ім'я, по батькові  | Дата визнання обраним | Освіта           | Партійна приналежність                        | Відомості про обраного депутата                                         |
| ------------------------------------------------------- | ---------------------------- | --------------------- | ---------------- | --------------------------------------------- | ----------------------------------------------------------------------- |
| Народна Партія                                          |                              |                       |                  |                                               |                                                                         |
| 8                                                       | Коротаєв Юрій Валерійович    | 04.11.2010            | вища             | позапартійний                                 | тимчасово не працює                                                     |
| 14                                                      | Нікітюк Тамара Григорівна    | 04.11.2010            | середня          | позапартійна                                  | тимчасово не працює                                                     |
| Політична партія Всеукраїнське об'єднання «Батьківщина» |                              |                       |                  |                                               |                                                                         |
| 1                                                       | Шевчук Ірина Іванівна        | 04.11.2010            | вища             | позапартійна                                  | Снігурівська сільська рада, бухгалтер                                   |
| 2                                                       | Жигайло Олена Никанорівна    | 04.11.2010            | середня          | позапартійна                                  | пенсіонер                                                               |
| 5                                                       | Кушлаба Анатолій Богданович  | 04.11.2010            | середня          | позапартійний                                 | Снігурівська загальноосвітня школа І-ІІІ ст., оператор котельні         |
| 10                                                      | Крищук Лариса Володимирівна  | 04.11.2010            | вища             | член Всеукраїнського об'єднання «Батьківщина» | тимчасово не працює                                                     |
| 12                                                      | Бодань Оксана Дмитрівна      | 04.11.2010            | вища             | позапартійна                                  | Снігурівська сільська рада, архіваріус                                  |
| 13                                                      | Черняк Валентина Никифорівна | 04.11.2010            | вища             | позапартійна                                  | Снігурівська сільська рада, секретар                                    |
| 16                                                      | Кирилюк Володимир Іванович   | 04.11.2010            | середня          | позапартійний                                 | Снігурівська амбулаторія загальної практики — сімейної медицини, водій  |
| Самовисування                                           |                              |                       |                  |                                               |                                                                         |
| 3                                                       | Фурда Назар Сергійович       | 04.11.2010            | вища             | позапартійний                                 | студент                                                                 |
| 4                                                       | Довгалюк Петро Сергійович    | 04.11.2010            | середня          | позапартійний                                 | ПСП агрофірма «Горинь», комірник                                        |
| 6                                                       | Пилипчук Андрій Петрович     | 04.11.2010            | вища             | позапартійний                                 | ПСП агрофірма «Горинь», електрик                                        |
| 7                                                       | Міда Назар Миколайович       | 21.10.2012            | середня          | позапартійний                                 | Тернопільський інститут соціальних та інформаційних технологій, студент |
| 9                                                       | Коваль Ігор Леонтійович      | 08.05.2011            | середня          | позапартійний                                 | ТТК ім Пулюя, студент                                                   |
| 11                                                      | Коваль Сергій Ігорович       | 08.05.2011            | незакінчена вища | позапартійний                                 | ПП «Метал», м. Тернопіль, водій                                         |
| 15                                                      | Чмуда Андрій Вікторович      | 04.11.2010            | середня          | позапартійний                                 | ПСП агрофірма чайчинецька, різноробочий                                 |